# Адмирал (Нидерланды)

Нарукавный знак различия адмирала Нидерландов

Адмирал (нидерл. Admiraal) — теоретически высшее возможное военно-морское звание в ВМС Нидерландов. Соответствует званию адмирала флота в других странах мира. Звание «адмирал» все еще употребляется в документах, но сегодня никому не присвоено и не используется.
Носителем этого звания может быть как лицо, которому это звание было присвоено Советом министров Нидерландов, так и представитель королевской семьи Нидерландов. В королевской семье данное звание появилось в 1830 году, когда король Вильгельм I произвел своего сына, принца Фредерика, в адмиралы и назначил главнокомандующим вооружёнными силами Нидерландов (в то время принц занимал должность Государственного секретаря по военным вопросам и вопросам ВМС).
С того времени и до сегодня последним, кому было присвоено данное звание является принц Генрих, младший брат короля Вильгельма III, который произвел его в адмиралы в 1879 за его долгую службу на флоте и исключительные заслуги в деле развития военно-морских сил.

Старшинство адмиральских званий в Нидерландах следующее:
1. Адмирал (Admiraal)
2. Лейтенант-адмирал (Luitenant-admiraal)
3. Вице-адмирал (Vice-admiraal)
4. Шаутбенахт (Schout-bij-nacht)
5. Коммандор (Commandeur)